# Донн Ейсел

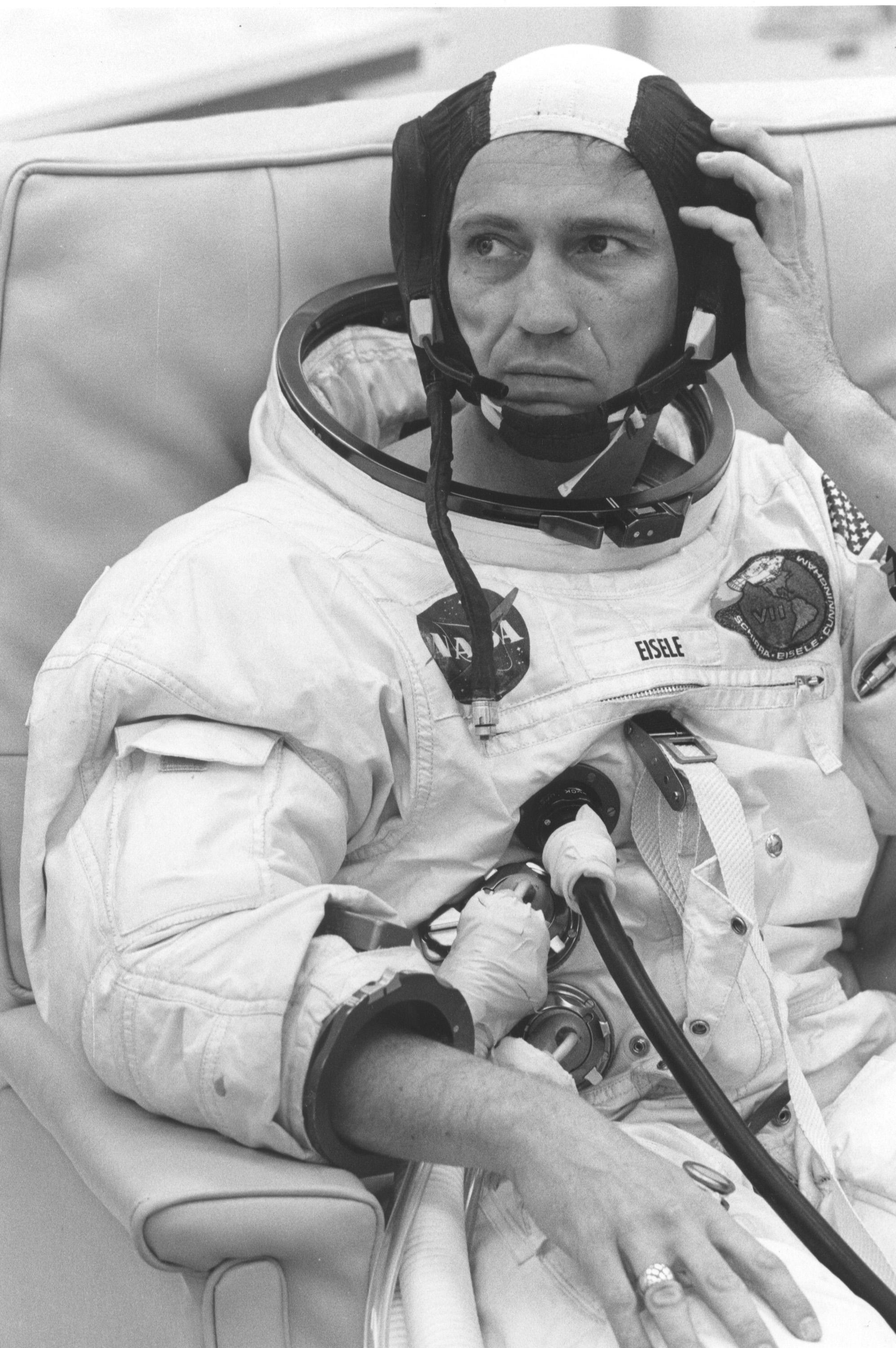

Донн Фултон Айзлі, Донн Ейсел (англ. Donn Fulton Eisele; 23 червня 1930, Колумбус — 2 грудня 1987, Токіо) — пілот ВПС США, пізніше астронавт НАСА. Здійснив один політ як пілот командного модуля корабля Аполлон-7. Після відходу з ВПС і НАСА був директором відділення Корпусу миру в Таїланді, потім займався приватним бізнесом.

## Ранні роки, освіта
Донн Айзлі народився в місті Колумбус, штат Огайо, там же закінчив в 1948 році школу. Потім він вступив до Військово-морської академії США, яку закінчив в 1952 році отримавши ступінь бакалавра, в Технологічному інституті ВПС він отримав ступінь магістра наук з астронавтики (1960).

## Військова служба
Незважаючи на те, що Айзлі закінчив Військово-морську академію, він вибрав службу у ВПС і пройшов льотну підготовку на базах ВПС Гудфелоу в Техасі, Вільямс в Аризоні і Тиндейл у Флориді, отримавши в лютому 1954 кваліфікацію військового льотчика.
Донн Айзлі після цього служив пілотом — перехоплювачем на базі ВПС Іллсуорт в Південній Дакоті, а потім на авіабазі Уілас біля Триполі, Лівія (1954—1956). Після закінчення Технологічного інституту ВПС залишився на базі ВПС Райт-Паттерсен, і до листопада 1961 служив інженером з авіаційно-космічної зброї і ракетних двигунах.
З листопада 1961 проходив підготовку в Аерокосмічній школі пілотів — дослідників ВПС. Після її закінчення деякий час служив пілотом — інструктором. Потім був призначений льотчиком- випробувачем і інженером в Центр спеціальних видів зброї ВПС на базі Кіртленд штат Нью-Мексико, на цій посаді і знаходився до зарахування в загін астронавтів.
Загальний наліт складає 4200 годин, з них 3600 годин — на реактивних літаках.
Пішов у відставку з ВПС у червні 1972 року в званні полковника ВПС.

## Робота в НАСА
У жовтні 1963 року Донн Айзлі потрапив в третій набір астронавтів НАСА. Після проходження підготовки отримав призначення в Відділ астронавтів НАСА. Наприкінці 1965 він вже був призначений пілотом в основний екіпаж першого пілотованого польоту по програмі «Аполлон», проте отримав травму під час одного з параболічних польотів. Був переведений до дублюючого екіпажу, а його місце в основному екіпажі зайняв Роджер Чаффі.
Свій перший і єдиний космічний політ Донн Айзлі здійснив у жовтні 1968 року як пілот командного модуля корабля «Аполлон-7». Це був перший пілотований політ корабля цієї серії після трагедії 27 січня 1967 року. Тривалість польоту склала 10 діб 20 годин 9 хвилин 3 секунди.
Згодом він був призначений дублером пілота командного модуля в екіпажі корабля «Аполлон-10» і передбачалося, що він буде включений в основний екіпаж корабля «Аполлон-13» або «Аполлон-14», однак Донн Айзлі покинув відділ астронавтів в 1970 році з особистих причин.
З 1970 по 1 червня 1972 року працював технічним помічником з пілотованих польотів в Науково-дослідному центрі в Ленглі.

## Після НАСА
Після відходу з НАСА Донн Айзлі був призначений директором відділення Корпусу миру в Бангкоку, де служив з 1972 по 1974 рік. Потім він пішов у приватний бізнес і з 1974 року став керівником відділу продажів компанії Marion Power Shovel Co., а потім став виконавчим віце-президентом авіакомпанії Trans Carib Air.
У 1980—1981 роках працював віце-президентом з інвестицій в компанії Drexel Burnham Lambert. З 1981 по 1986 року працював адміністратором компанії Oppenheimer & Co. у Флориді.
Останнім місцем роботи стала для нього компанія Prudential Bache Securities в Форт Лодердейл у Флориді.

## Дата іпричина смерті
- Помер 2 грудня 1987 року від серцевого нападу (інфаркт міокарда) під час ділової поїздки в Токіо.

## Публікації
- Написав (у співавторстві з дружиною) книгу про космічні польоти для дітей, автор кількох статей (технічного та біографічного характеру) в різних журналах.

## Нагороди
- Нагороджений медаллю «Легіон честі» (Легіон пошани), Хрестом "За видатні льотні заслуги " від ВПС
- Нагороджений медаллю НАСА «За видатні заслуги»

Включений до Зали слави астронавтів (посмертно).

## Сімейний стан
- Дружина (колишня) — Херріет Елейн Гамільтон (Гаррієт Елейн Гамільтон).
- Дружина (друга) — Сьюзен Херн (Susan H. Херн)
- Діти від першого шлюбу: дочка Мелінда Сью (Мелінда Сью, народ. 25.07.1954), сини Дон Гамільтон (Донн Гамільтон, народ. 24.03.1956), Меттью Рід (Метью Рід, народ. 28.08.1961) і Джон Дж. (Джон Дж. народ. 21.10.1964).
- Діти від другого шлюбу: дочка Крістін (Крістін) і син Ендрю (Ендрю).

## Захоплення
- Захоплювався подорожами, плаванням, психологією.